# Теракт в Стокгольме (2010)
Террористический акт в центре Стокгольма произошёл вечером 11 декабря 2010 года, примерно в 19 ч. 00 мин. по московскому времени. В результате двух взрывов, случившихся с интервалом в 10 мин., погиб один человек (предположительно, сам террорист-смертник) и ещё двое человек получили лёгкие ранения.
Незадолго до взрывов в SÄPO и в редакцию шведского информагентства TT поступили сообщения с угрозами, в которых упоминалось военное присутствие Швеции в Афганистане и карикатурист Ларс Вилкс, которого исламисты ненавидят за карикатуры на пророка Мухаммеда.